# 주뉴욕 홍콩 경제무역대표부
주뉴욕 홍콩 경제무역대표부(중국어: 香港駐紐約經濟貿易辦事處, 영어: Hong Kong Economic and Trade Office (New York), 준말: HKETO (New York))는 중화인민공화국 홍콩 특별행정구 정부가 미국 뉴욕에 설치한 홍콩 경제무역대표부이다.
홍콩 특별행정구 정부가 미국에 설립한 대표부 가운데 한 곳이며 1983년 5월 16일에 설립되었다. 미국 동부 31개 주를 관할한다. 대표부는 뉴욕주 뉴욕 맨해튼 54번가 이스트 115번지에 위치하고 있는데 홍콩 무역발전국, 홍콩 금융관리국 뉴욕 대표부도 이 곳에 입주하고 있다.
대표부는 홍콩과의 양자 무역 및 투자를 촉진하고 비즈니스 공동체 및 홍보 기관에 홍콩의 중요한 발전 사항을 알린다. 또한 관련 국가의 조직과 공식 방문, 세미나 및 연락 이벤트를 조직하고 홍콩 및 중국 대륙에서 비즈니스 기회를 찾는 이들 국가의 투자자를 지원하는 허브 역할을 한다. 대표부는 경제, 무역, 투자, 관광 및 문화 교류와 같은 다양한 분야에서 미국과 홍콩 간의 상호 협력을 촉진한다. 또한 미국 기업이 홍콩에 투자하고 비즈니스를 수행하는 데 도움을 준다. 미국의 나머지 지역은 주샌프란시스코 홍콩 경제무역대표부, 주워싱턴 홍콩 경제무역대표부에서 관할한다.

## 관할 지역
- 앨라배마주, 아칸소주, 코네티컷주, 델라웨어주, 플로리다주, 조지아주, 일리노이주, 인디애나주, 아이오와주, 켄터키주, 루이지애나주, 메인주, 메릴랜드주, 매사추세츠주, 미시간주, 미네소타주
- 미시시피주, 미주리주, 뉴햄프셔주, 뉴저지주, 뉴욕주, 노스캐롤라이나주, 오하이오주, 펜실베이니아주, 로드아일랜드주, 사우스캐롤라이나주, 테네시주, 버몬트주, 버지니아주, 웨스트버지니아주, 위스콘신주

## 역대 대표
1. 퐁지와이 (중국어: 方志偉, 임기: 1991년 ~ 1995년)
2. 처이관핑 (중국어: 徐均平, 임기: 1995년 ~ 1998년)
3. 판와이밍 (중국어: 范偉明, 임기: 1998년 ~ 2002년)
4. 우보우주 (중국어: 胡寶珠, 임기: 2002년 ~ 2006년)
5. 찬메이가 (중국어: 陳美嘉, 임기: 2006년 ~ 2010년)
6. 찬숙와 (중국어: 陳淑華, 임기: 2010년 ~ 2014년)
7. 팍가라이 (중국어: 柏嘉禮, 임기: 2014년 ~ 2017년)
8. 주서이만 (중국어: 朱瑞雯, 임기: 2017년 ~ 2020년)
9. 닙가이얀 (중국어: 聶繼恩, 임기: 2020년 ~ 현재)

## 같이 보기
- 홍콩 경제무역대표부